# Horst Pilarzik
Horst Pilarzik (* 25. Januar 1918 in Posen; † 1965 in Frankfurt am Main) war ein deutscher SS-Führer während des Zweiten Weltkriegs. Er war erster Kommandant des Zwangsarbeitslagers Plaszow bei Krakau und maßgeblich an der Verfolgung und Ermordung der jüdischen Bevölkerung im Krakauer Ghetto beteiligt. Nach dem Krieg tauchte er als „Horst Burkhart“ unter und führte ein unauffälliges Leben in Deutschland. Für seine Verbrechen wurde er nie belangt. Erst die Nachforschungen seiner Nachkommen brachten seine Person und seine Verbrechen ans Licht.

## Name
Horst taucht mit verschieden geschriebenen Nachnamen in den Akten auf: Pilarzik, Pilarczyk, Pilarzyk oder Pilařik. Nach dem Krieg legte er sich unter dem Namen Horst Burkhart eine neue Identität zu.

## Frühes Leben und Eintritt in die SS
Pilarzik wurde 1918 in Posen geboren. Vor seiner Versetzung nach Krakau im Jahr 1942 war er Mitglied der Leibstandarte SS Adolf Hitler, einer Eliteeinheit der SS.

## Tätigkeit im Krakauer Ghetto
In Krakau war Pilarzik als Referent für jüdische Angelegenheiten im  Gestapo-Hauptquartier in Krakau tätig. Außerdem war er Aufseher der Handwerksbetriebe im Ghetto, die in einer ehemaligen Schokoladenfabrik untergebracht waren. Er war bekannt für seine Brutalität und galt als einer der gefürchtetsten SS-Führer in der Region. Überlebende berichteten, dass er häufig wahllos auf Bewohner des Ghettos schoss und dabei eine besondere Grausamkeit an den Tag legte.

## Leitung des Lagers Plaszow

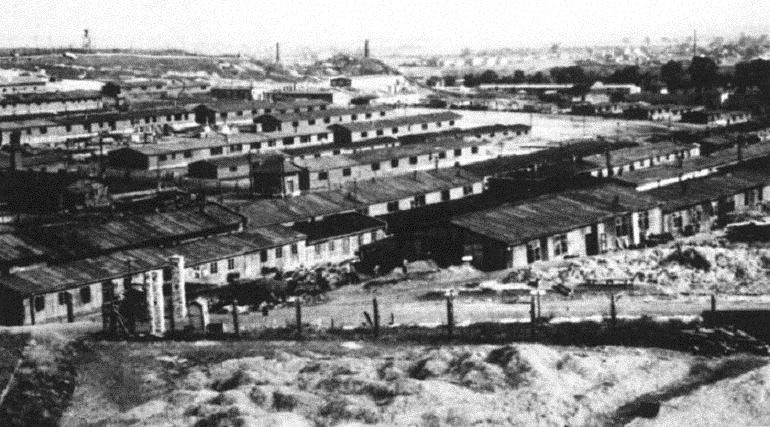
Arbeitslager Płaszów bei Krakau, 1942

Pilarzik war nach den Deportationen aus dem Krakauer Ghetto im Oktober 1942  für den Bau des Zwangsarbeitslagers Plaszow verantwortlich. Es wurde auf zwei jüdischen Friedhöfen errichtet. Dort mussten etwa 200 Zwangsarbeiter aus dem Ghetto unter Pilarziks Aufsicht zunächst die Grabsteine entfernen und auf dem so geräumten Gelände Baracken errichten. Auch hierbei war er für seine Gewalttätigkeit bekannt. So soll er unter anderem eine Gruppe Juden erschossen haben, die nach der Arbeit ins Ghetto zurückkehrten. Während sich das Lager noch im Bau befand, wurde Pilarzik im Herbst 1942 als erster Lagerkommandant eingesetzt. Aufgrund der schleppenden Bauarbeiten forderte er von der Jüdischen Gemeinde die Bereitstellung mehrerer Ingenieure zur Unterstützung der Bauvorhaben. Der Bau des Lagers kam auch danach nur schleppend voran. Ende 1942 waren lediglich drei Wohnbaracken, ein Teil der Verwaltungsbaracken und die ersten Gebäude des industriellen Lagerbereichs fertiggestellt. Möglicherweise wurde Pilarzik deshalb gegen SS-Oberscharführer Franz Josef Müller ausgetauscht, der wiederum Anfang Februar 1943 durch den von Lublin nach Krakau versetzten SS-Kommandanten Amon Göth ersetzt wurde. Pilarzik blieb in Krakau und zeigte weiterhin ein extrem aggressives Verhalten. Weil er den Kommandanten des jüdischen Ordnungsdienstes im Ghetto geschlagen hatte, erhielt er eine offizielle Rüge.

## Beteiligung an der Auflösung des Krakauer Ghettos und Versetzung nach Riga

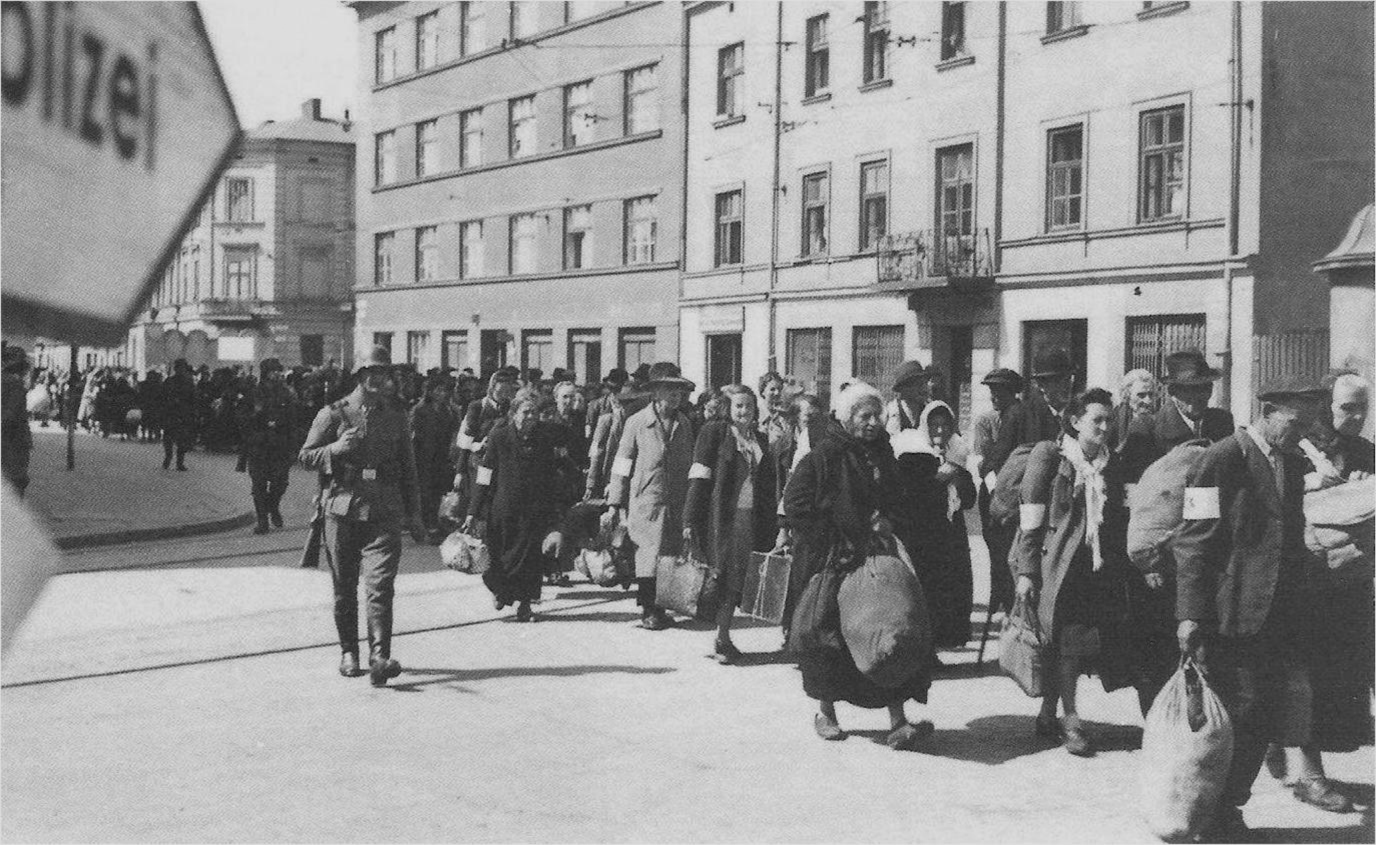
Deportation aus dem Ghetto, März 1943

Im März 1943 war Pilarzik an der gewaltsamen Auflösung des Krakauer Ghettos beteiligt, bei der etwa 2.000 Menschen getötet und weitere 1.500 nach Auschwitz deportiert wurden. Mitte 1943 übernahm Pilarzik den Posten des Adjutanten des dritten Lagerkommandanten, SS-Hauptsturmführer Amon Göth. Kurz darauf wurde er nach Riga versetzt, möglicherweise aufgrund von Disziplinarverstößen im Zusammenhang mit Alkoholkonsum.

## Leben nach dem Krieg
Nach dem Krieg gelang es Pilarzik, unter dem Namen Horst Burkhart eine neue Identität anzunehmen. Er lebte in Berlin, München, im Ruhrgebiet und in Frankfurt am Main, arbeitete als Hotelmanager und führte ein wohlhabendes Leben, ohne für seine während des Krieges begangenen Verbrechen zur Rechenschaft gezogen zu werden. Er starb unerwartet 1965 in Frankfurt, möglicherweise kurz bevor seine wahre Identität aufgeklärt werden konnte. Es gibt Hinweise darauf, dass ihn deutsche Behörden sowie internationale Stellen suchten.

## Rezeption in der Nachkriegszeit
Die wahre Identität von Horst Pilarzik blieb lange Zeit verborgen. Erst durch Recherchen von Familienmitgliedern und Historikern wurden seine Taten und seine Rolle während des Krieges allmählich aufgedeckt. In der Literatur, darunter auch in Thomas Keneallys Buch Schindlers Liste, wird Pilarzik als einer der Hauptverantwortlichen für die Verbrechen im Krakauer Ghetto und im Lager Plaszow erwähnt. Eine Großnichte, Christiane Falge, entdeckte seine Vergangenheit und setzte sich für eine öffentliche Aufarbeitung ein. Im Jahr 2018 wandte sie sich an das Museum Krakau, um die Geschichte ihres Verwandten offenzulegen. Der Journalist Wojciech Szymański (Deutsche Welle) und der Historiker sowie Museologe Tomasz Owoc recherchierten daraufhin umfassend und verfassten eine Radioreportage. Ihre Nachforschungen mündeten schließlich in ein Buchprojekt, in dem sich Journalisten der Deutschen Welle, der Online-Nachrichtenplattform Interia und Wirtualna Polska auf die Suche nach den ungesühnten Verbrechen des Zweiten Weltkriegs gemacht hatten, die sie in 26 Reportagen und Interviews zusammentrugen. In einem der Kapitel schreiben Tomasz Owoc und Wojciech Szymański über die Verbrechen von Horst Pilarzik. Das Buch mit dem Titel Zbrodnia bez kary (=Verbrechen ohne Strafe) erschien 2022.